# Municipio de Tionesta
El municipio de Tionesta (en inglés: Tionesta Township) es un municipio ubicado en el condado de Forest en el estado estadounidense de Pensilvania. En el año 2000 tenía una población de 610 habitantes y una densidad poblacional de 5.2 personas por km².

## Geografía
El municipio de Tionesta se encuentra ubicado en las coordenadas 41°31′00″N 79°28′59″O / 41.51667, -79.48306.

## Demografía
Según la Oficina del Censo en 2000 los ingresos medios por hogar en la localidad eran de $35,455 y los ingresos medios por familia eran de $39,286. Los hombres tenían unos ingresos medios de $30,795 frente a los $21,442 para las mujeres. La renta per cápita de la localidad era de $15,404. Alrededor del 9,5% de la población estaba por debajo del umbral de pobreza.